# Собор Христа — Света от Света

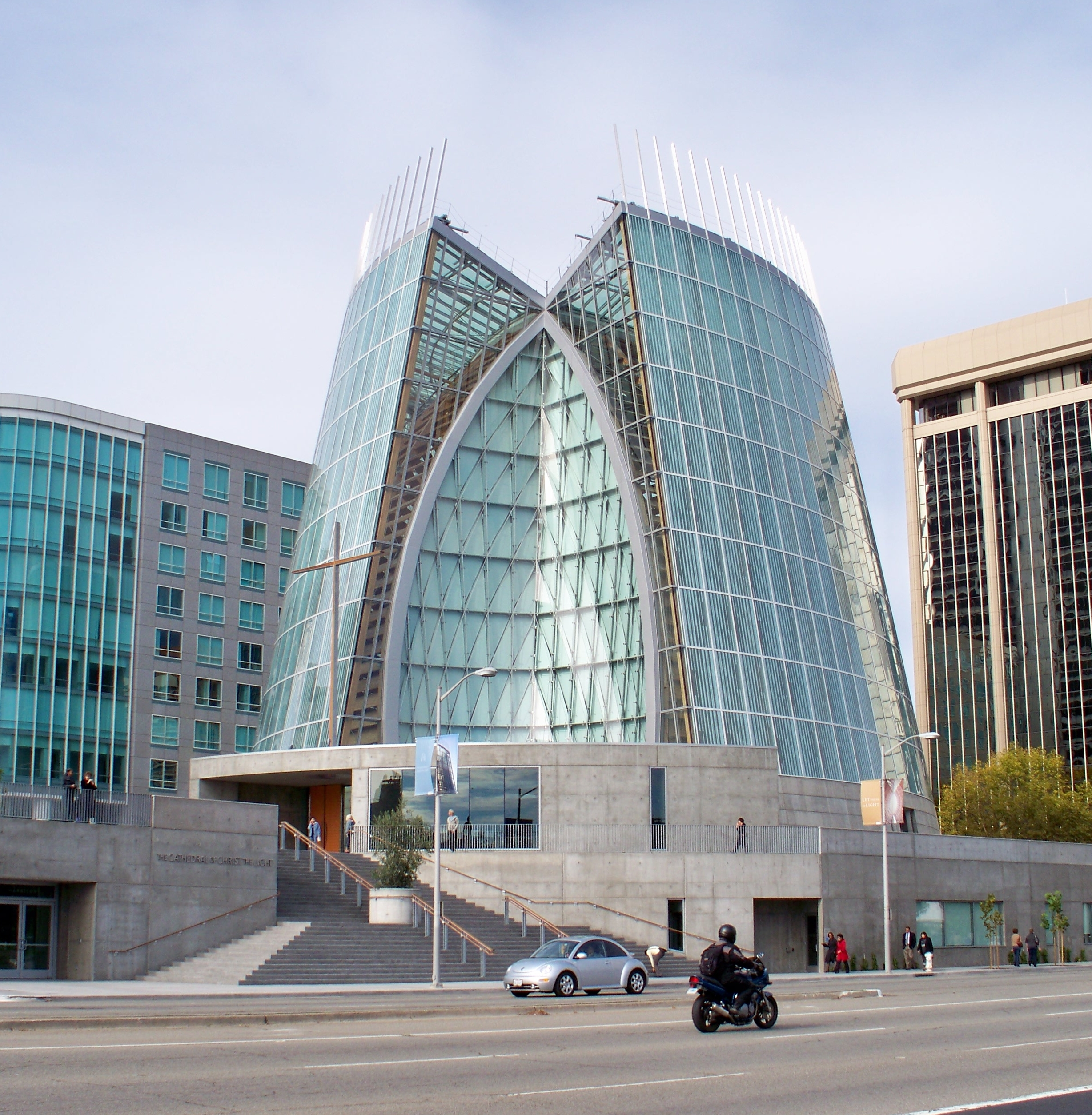
Собор Христа — Света от Света, Окленд, США

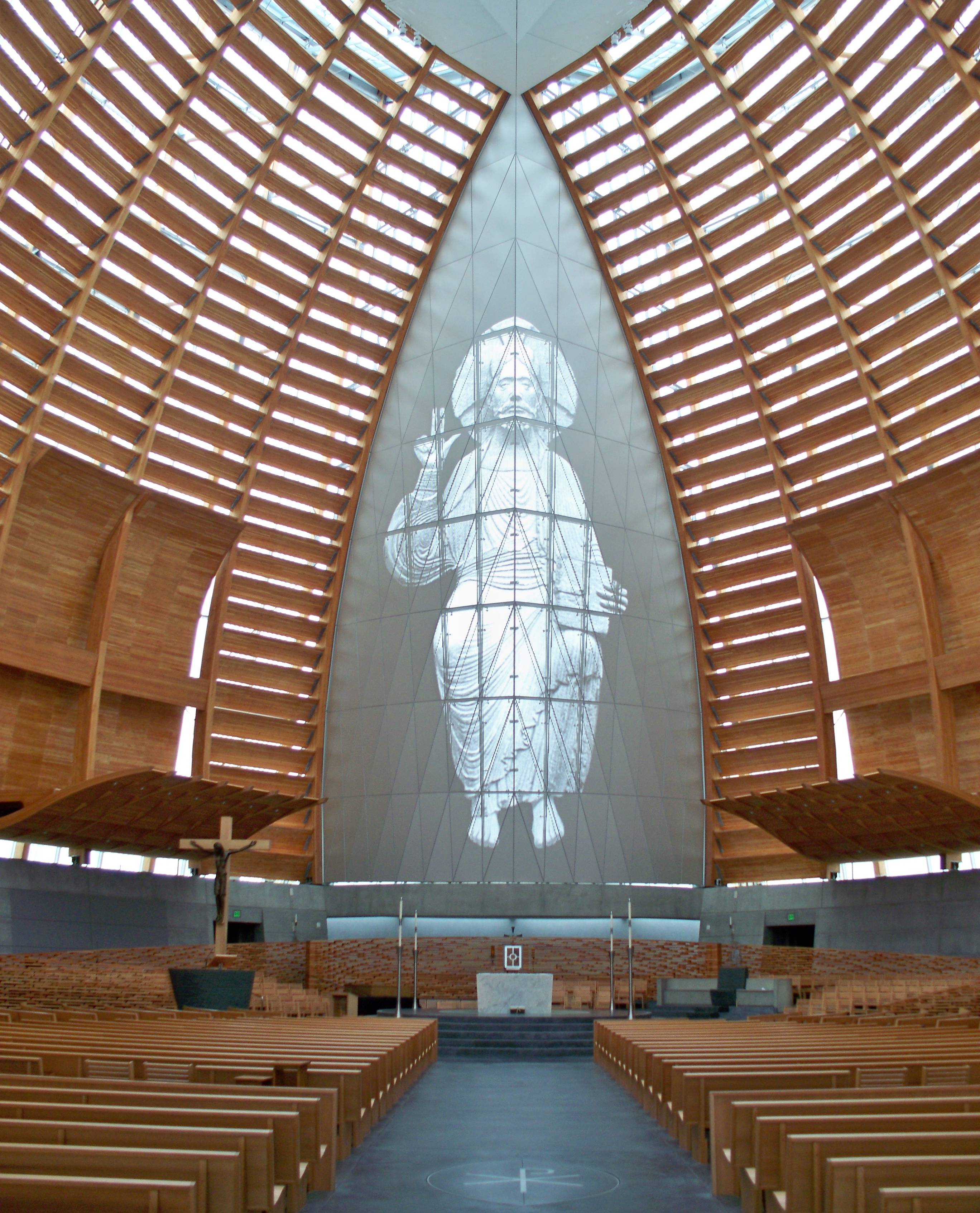
Внутренний интерьер собора

Собор Христа — Света от Света (англ. Cathedral of Christ the Light) — католическая церковь, находящаяся в городе Окленд, США. Церковь Христа — Света от Света является кафедральным собором епархии Окленда. Церковь Христа — Света от Света является первым христианским собором США, построенным в XXI веке.

## История
Первоначально проектом церкви занимался испанский архитектор Сантьяго Калатрава. Впоследствии проектирование собора было поручено американскому архитектору Крейгу Хартману, дизайнеру международного аэропорта Сан-Франциско в сотрудничестве со строительной фирмой «Skidmore, Owings and Merrill».
Строительство церкви началось в 2000 году и завершилось в начале 2005 года. 25 сентября 2008 года состоялось освящение храма епископом Алленом Генри Вигнероном. Собор Христа — Света от Света был построен взамен разрушенного в результате землетрясения 1989 года собора святого Франциска Сальского.
Собор, кроме помещения для богослужения, располагает различными многофункциональными помещениями. В нём располагается мавзолей для будущих умерших епископов Окленда, конференц-зал, книжный магазин и кафе.